# Boreczno (gmina)
Boreczno (do 1947 Janiki Wielkie) – dawna gmina wiejska istniejąca w latach 1944–1954 w woj. olsztyńskim (dzisiejsze woj. warmińsko-mazurskie). Siedzibą władz gminy było Boreczno (niem. Schnellwalde).
Gmina Boreczno powstała z końcem 1947 roku w powiecie morąskim gmina w woj. olsztyńskim w związku ze zmianą nazwy gminy Janiki Wielkie (z siedzibą w Borecznie) na gmina Boreczno. Według stanu z 1 lipca 1952 roku gmina była podzielona na 15 gromad: Boreczno, Duba, Dziśnity, Huta Wielka, Janiki Małe, Janiki Wielkie, Liksajny, Lisówka, Surbajny, Surzyki Wielkie, Śliwa, Urowo, Wielowieś, Wieprz i Winiec.
Gmina została zniesiona 29 września 1954 wraz z reformą wprowadzającą gromady w miejsce gmin. Jednostki nie przywrócono 1 stycznia 1973 po reaktywowaniu gmin.